# Адольф II (князь Шаумбург-Ліппе)
Князь Адольф II цу Шаумбург-Ліппе (нім. Adolf II Fürst zu Schaumburg-Lippe; 23 лютого 1883, Штадтгаґен, Нижня Саксонія — 26 березня 1936, Мехіко, Мексика) — останній панівний князь Шаумбург-Ліппе (29 квітня 1911 — 15 листопада 1918), глава князівського дому Шаумбург-Ліппе (15 листопада 1918 — 26 березня 1936).

## Біографія
Старший син Георга, князя Шаумбург-Ліппе (1846—1911), і його дружини, принцеси Марії Анни Саксен-Альтенбурзької (1864—1918).
8 травня 1893 року після смерті свого діда Адольфа I і вступу на княжий трон батька Георга Адольф став наслідним принцом Шаумбург-Ліппе. 29 квітня 1911 року після смерті свого батька Георга 28-річний Адольф II успадкував князівський престол Шаумбург-Ліппе. Під час свого правління в князівстві Адольф сприяв розвитку лікувального курорту в Бад-Айльзені.
15 листопада 1918 після поразки Німеччини в Першій світовій війні і Листопадової революції князь Адольф цу Шаумбург-Ліппе, як і всі німецькі монархи, змушений був зректися престолу. Князівство Шаумбург-Ліппе було скасовано і перейменовано на вільну державу Шаумбург-Ліппе. Адольф цу Шаумбург-Ліппе був висланий на острови Бріоні біля узбережжя Істрії.
Князь і княгиня Шаумбург-Ліппе загинули в авіакатастрофі в Сумпанго (Мексика) 26 березня 1936 року. Їхній літак Ford Trimotor, що летів рейсом з Мехіко в Сьюдад-де-Гватемала, розбився біля вулкана Попокатепетль. Газета The New York Times від 27 березня 1936 року повідомляла, що всі 14 осіб на борту літака, 10 туристів з Європи і 4 члени екіпажу, загинули.
Після загибелі князя Адольфа новим главою княжого дому Шаумбург-Ліппе став його молодший брат Вольрад.

## Сім'я
10 січня 1920 року в Берліні Адольф цу Шаумбург-Ліппе одружився з актрисою Елізабет Францискою «Еллен» Бішофф-Кортгауз (6 жовтня 1894 — 26 березня 1936). Їхній морганатичний шлюб був бездітним.
Принц Фрідріх Крістіан цу Шаумбург-Ліппе (1906—1983), молодший брат князя Адольфа, який служив ад'ютантом Йозефа Геббельса, виступив проти поховання Еллен разом з її чоловіком у Бюккебургському мавзолеї, оскільки вона була «неарійського походження».

## Нагороди
- Орден дому Ліппе, великий магістр
- Орден за мистецтво і науку (Ліппе), великий магістр
- Орден Чорного орла
- Орден Червоного орла, великий хрест
- Орден Вендської корони, великий хрест